# Hyamia lamusalis
Hyamia lamusalis är en fjärilsart som beskrevs av Walker 1858. Hyamia lamusalis ingår i släktet Hyamia och familjen nattflyn. Inga underarter finns listade i Catalogue of Life.